# Association suisse pour l'histoire du Refuge huguenot
L'Association suisse pour l'histoire du Refuge huguenot est une association à but non lucratif suisse.
Elle vise au développement des recherches historiques autour du Refuge huguenot, en particulier en Suisse. Fondée en 1986 à la suite d'une exposition tenue en 1985 à Lausanne et commémorant les trois cents ans de la révocation de l'édit de Nantes, elle compte en 2014 environ 250 membres, édite un bulletin annuel, organise des colloques et publie des ouvrages sur la thématique du Refuge huguenot,.

## Liste des présidents de l'Association depuis sa création
- 1986-1990 : Louis-Edouard Roulet (1917-1996)[3], historien, Dr ès Lettres, Université de Neuchâtel.
- 1990-1998 : Heinzpeter Stucki (1942-), historien, Dr ès Lettres, Université de Zurich.
- 1998-2006 : Olivier Fatio (1942-), historien, Dr en théologie, Université de Genève.
- 2006-2012 : Pierre-Olivier Léchot (1978-), historien, Dr en théologie, Université de Neuchâtel puis Faculté de théologie protestante de Paris.
- 2012-2013 : N. Röthlin, historien, Dr ès Lettres, Université de Bâle, en tant que vice-président.
- 2013-2018 : Béatrice Nicollier-de Weck, historienne, Dr ès Lettres, Université de Genève.
- 2019- : Grégoire Oguey, archiviste et historien, Universités de Fribourg et de Neuchâtel.

## Ouvrages publiés par l'Association
- N°1: M.-J. Ducommun et D.Quadroni, Le refuge protestant dans le pays de vaud (fin XVIIe - début XVIIIe siècle). Aspects d'une migration, 1991 (coédition).
- N°2: M. Küng, Die Bernische Asyl- und Flüchtlingspolitik am Ende des 17. Jahrhunderts, 1993.
- N°3: J. Flournoy, Journal (1675-1692), édité et annoté par O. Fatio avec la collaboration de M. Grandjean et L. Martin-van Berchem, 1994.
- N°4: M. Evers, Gabriel de Convenant, avoué de la «glorieuse rentrée» des Vaudois. Correspondance avec les Etats-Généraux des Provinces-Unies (1688-1690), 1995.
- N°5: L'édit de Nantes revisité. Actes de la journée d'étude de Waldegg (30 octobre 1998), publiés par la L. Hubler, J.D. Candaux et C. Chalamet (contributions de J. Garisson, F. Lestringant, O.Christin et H. Bost), 2000.
- N°6: F. W. Felix, Die Ausweisung der Protestanten aus dem Fürstentum Orange 1703 und 1711-1713, 2000 (coédition).
- N°7:  C. F. d'Iberville, résident de France a Genève, Correspondance (1688-1690), introduction, édition critique et notes par L. Vial-Bergon, 2003 (2 vol.).
- N° 8: I. Fiaux, Des frères indésirables? Pasteurs vaudois face aux pasteurs huguenots à l'époque du Grand Refuge, 2009.